# جوان بلونديل
جوان بلونديل (بالإنجليزية: Joan Blondell)‏ هي متسابقة ملكة الجمال وعارضة وممثلة أمريكية، ولدت في 30 أغسطس 1906 بمانهاتن في الولايات المتحدة، وتوفيت في 25 ديسمبر 1979 بسانتا مونيكا في الولايات المتحدة بسبب ابيضاض الدم.

## حياة مبكرة
وُلدت روز جوان بلونديل في نيويورك لعائلة فودفيلية. اختارت تاريخ ميلادها يوم 30 أغسطس عام 1909. والدها، ليفي بلوستين، ممثل كوميدي فودفيلي يُعرف باسم إد بلونديل، وُلد في بولندا لعائلة يهودية في عام 1866. تجول لسنوات عديدة ممثلًا بطولة بلونديل وفينيسي النسخة المسرحية من قصة أطفال كاتزينجمير. والدة بلونديل كاثرين (المعروفة باسم «كاثرين» أو «كاتي») كين، وُلدت في بروكلين، مقاطعة كينغز بمدينة نيويورك (عُرفت فيما بعد ببروكلين في مدينة نيويورك) في 13 أبريل عام 1884، لأبوين أمريكيين من أصل إيرلندي. شقيقة جوان الصغرى، غلوريا بلونديل، وهي أيضًا ممثلة، تزوجت لفترة قصيرة من المنتج السينمائي ألبرت آر. بروكولي. كان للأختين بلونديل أخ، يُدعى إد بلونديل الابن.
كان مهد جوان صندوق ملكية حيث انتقل والداها من مكان إلى آخر، وكان أول ظهور لها على خشبة المسرح في عمر أربعة أشهر عندما حُملت في مهد كابنة بيغي أستير في مسرحية الحب الأعظم. شكلت عائلتها فرقة فودفيلية «عائلة بلونديل الوثابة».
أمضت جوان عامًا في هونولولو (1914-1915) وست سنوات في أستراليا وشاهدت معظم العالم بحلول الوقت الذي استقرت فيه عائلتها، التي كانت في جولة، في دالاس بولاية تكساس، عندما كانت مراهقة. تحت اسم روزبد بلونديل، فازت في مسابقة ملكة جمال دالاس عام 1926، وكانت في النهائي من نسخة مبكرة من مسابقة ملكة جمال الكون في مايو عام 1926، وحصلت على المركز الرابع في مسابقة ملكة جمال أمريكا عام 1926 في أتلانتيك سيتي بولاية نيو جيرسي، في سبتمبر من نفس العام. التحقت بمدرسة سانتا مونيكا الثانوية، حيث مثلت في مسرحيات مدرسية وعملت كمحررة في فريق الكتاب السنوي. أثناء وجودها هناك (وبعد المدرسة الثانوية)، سميت نفسها باسم روزبد بلونديل، وعندما التحقت بكلية المعلمين في ولاية شمال تكساس (1926-1927)، وهي الآن جامعة شمال تكساس في دنتون، حيث كانت الأم ممثلة مسرحية محلية.

## حياة شخصية
تزوجت بلونديل ثلاث مرات، الزواج الأول من المصور السينمائي جورج بارنز في حفل زفاف خاص في 4 يناير عام 1933، في الكنيسة المشيخية الأولى في فينيكس بولاية أريزونا. أنجبا طفلًا واحدًا، نورمان سكوت بارنز، الذي أصبح منتجًا ومخرجًا بارعًا ومديرًا تلفزيونيًا معروفًا باسم نورمان باول. تطلق جوان وجورج في عام 1936.
في 19 سبتمبر عام 1936، تزوجت من زوجها الثاني ديك باول، ممثل ومخرج ومغني. أنجبا ابنة، إلين باول، التي أصبحت مصففة شعر في استوديو، وتبنى باول ابنها من زواجها السابق وأطلق عليه اسم نورمان سكوت باول. تطلق بلونديل وباول في 14 يوليو عام 1944. كانت بلونديل غير ودودة قليلًا مع زوجة باول القادمة، جون أليسون، على الرغم من ظهور المرأتين معًا في وقت لاحق في فيلم الجنس العكسي (1956).
في 5 يوليو عام 1947، تزوجت بلونديل من زوجها الثالث المنتج مايك تود، الذي تطلقت منه عام 1950. كان زواجها من تود كارثة عاطفية ومالية. اتهمته ذات مرة بحملها خارج نافذة فندق من كاحليها. كان أيضًا مسرفًا بشدة إذ خسر مئات الآلاف من الدولارات في لعب القمار (كانت لعبة بريدج عالية المجازفة إحدى نقاط ضعفه) وواجهت إفلاسًا مثيرًا للجدل أثناء زواجهما. هناك أسطورة متكررة كثيرًا وهي أن مايك تود ترك بلونديل من أجل إليزابيث تايلور، في حين أنها تركت تود برغبتها الخاصة قبل سنوات من لقاءه بتايلور.

## وفاة
تُوفيت بلونديل بسبب سرطان الدم في سانتا مونيكا بولاية كاليفورنيا، في يوم عيد الميلاد عام 1979، في حضور أولادها وأختها بجانب سريرها. دُفنت في متنزه فورست لاون التذكاري في غلينديل بولاية كاليفورنيا.

## أعمال

### أفلام
- (1931) ممرضة ليلية
- (1945) شجرة تنمو في بروكلين
- (1945) مغامرة
- (1978) غريس[18]

## ترشيحات
- جائزة الأوسكار لأفضل ممثلة مساعدة (1951)
- جائزة توني لأفضل ممثلة بارزة في مسرحية [الإنجليزية]‏ (1958)

## وصلات خارجية
- جوان بلونديل على موقع IMDb (الإنجليزية)
- جوان بلونديل على موقع الموسوعة البريطانية (الإنجليزية)
- جوان بلونديل على موقع ألو سيني (الفرنسية)
- جوان بلونديل على موقع ميوزك برينز (الإنجليزية)
- جوان بلونديل على موقع تيرنر كلاسيك موفيز (الإنجليزية)
- جوان بلونديل على موقع أول موفي (الإنجليزية)
- جوان بلونديل على موقع قاعدة بيانات برودواي على الإنترنت (الإنجليزية)
- جوان بلونديل على موقع قاعدة بيانات الأفلام السويدية (السويدية)
- جوان بلونديل على موقع إن إن دي بي (الإنجليزية)
- جوان بلونديل على موقع قاعدة بيانات الفيلم (الإنجليزية)